# Siphonochelus rosadoi
Siphonochelus rosadoi is een slakkensoort uit de familie van de Muricidae. De wetenschappelijke naam van de soort is voor het eerst geldig gepubliceerd in 1999 door Houart.